# Lluís Gonzaga Jordà i Rossell

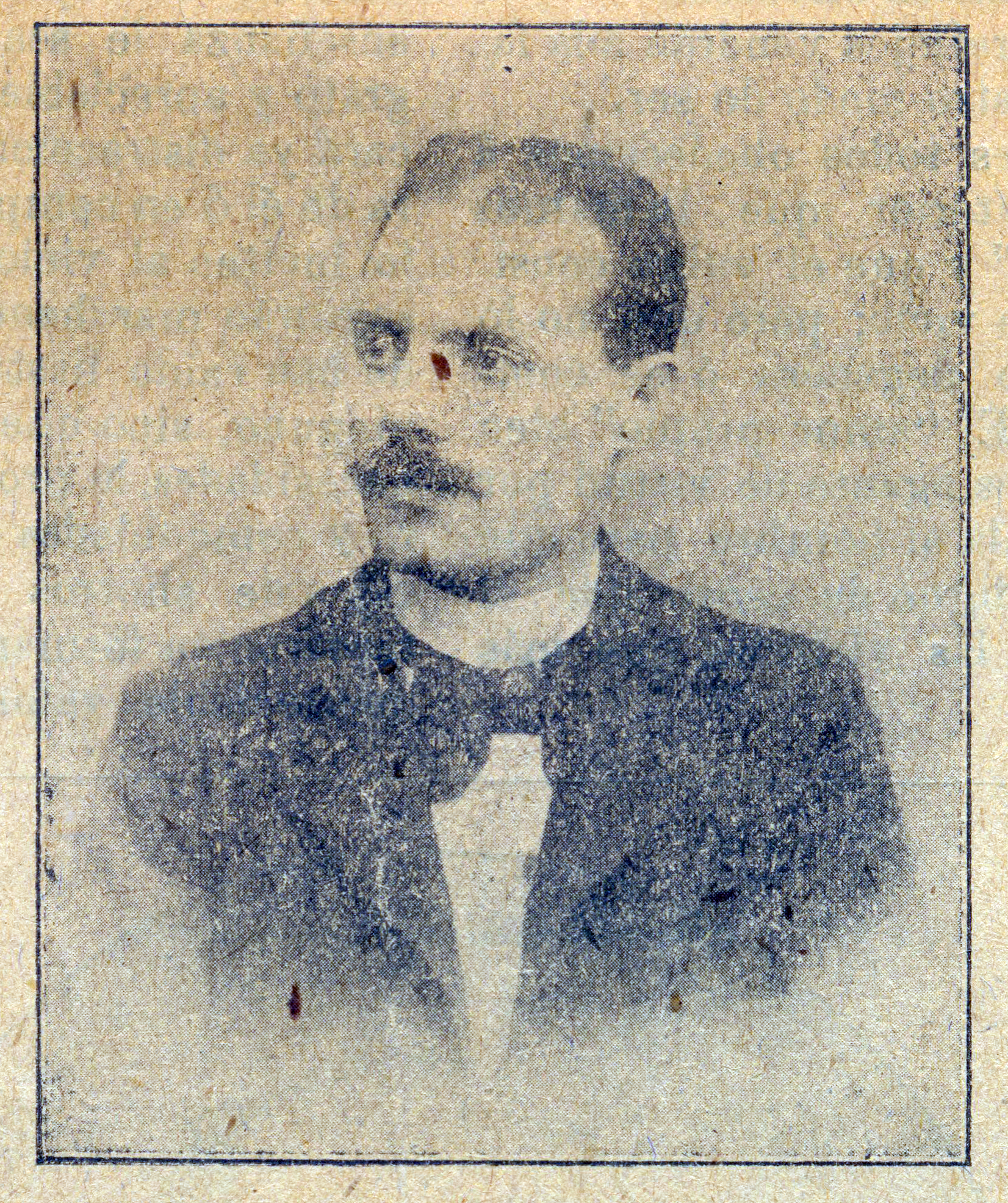
Lluís Gonzaga Jordà i Rossell im Jahr 1902

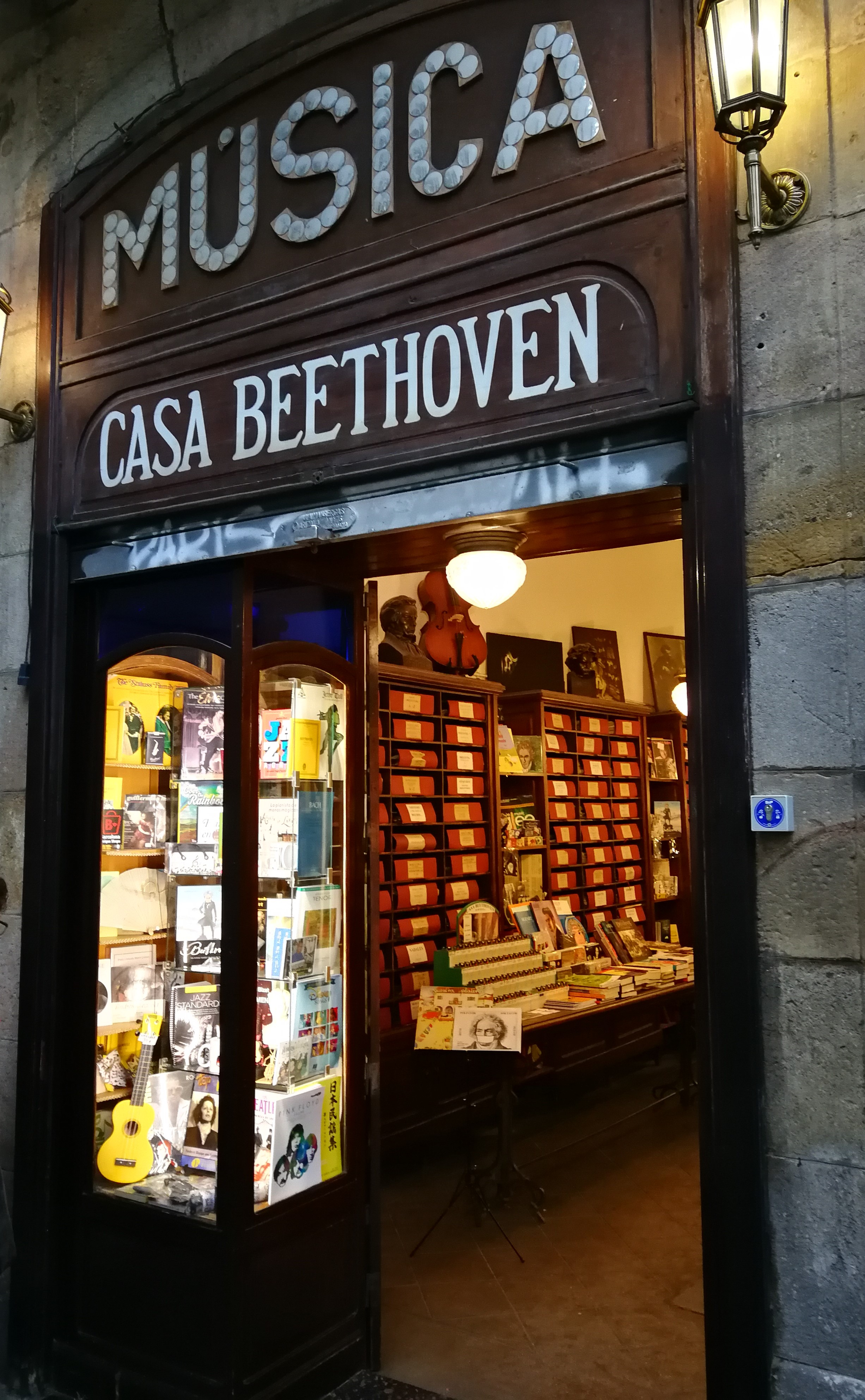
Die Casa Beethoven auf der Rambla 97 in Barcelona 2020

Lluís Gonzaga Jordà i Rossell (auch einfach Lluís Jordà, der Vorname nach dem italienischen Jesuiten und Heiligen Aloisius von Gonzaga, * 16. Juni 1869 in Les Masies de Roda (Osona); † 20. September 1951 in Barcelona) war ein katalanischer Pianist, Komponist und – in heutiger Sprache gesprochen – ein Musical-Unternehmer. Als Komponist widmete er sich vorwiegend der szenischen Musik.

## Leben und Werk
Lluís Jordà begann seine musikalische Ausbildung in Vic. Später ging er nach Barcelona und studierte am Conservatori del Liceu und am Conservatori Municipal, wo er 1887 sein Studium mit einem ersten Preis in Komposition abschloss.
Seit 1886 wirkte er an der Escola de Música de la Casa Provincial de Caritat in Barcelona und leitete verschiedene Chöre aus Barcelona. 1889 erhielt er die Leiterstelle des Konservatoriums von Vic. 1898 ließ er sich in Mexiko-Stadt nieder und wirkte hier als Komponist, Musikpädagoge und Musikförderer. Er gründete hier mit Josep Rocabruna das Quintet Jordà-Rocabruna mit Josep Rocabruna (1. Violine), Guillermo Gómez (2. Violine), Guillem Ferrer (Cello), Lluís Jordà (Klavier) und Lluís Mas (Harmonium) und die Musikzeitschrift El Arte Musical. Darüber hinaus wirkte er als Professor für Kontrapunkt, Fuge und Instrumentierung am Conservatorio Nacional de Música in Mexiko-Stadt und er war Gründungsmitglied der Sociedad de Autores y Compositores de Música de México („Gesellschaft der Autoren und Komponisten mexikanischer Musik“).
Als Komponist schrieb er 22 Zarzuelas, die alle in Mexiko uraufgeführt wurden, darunter auch die Zarzuela Chin, Chun, Chan (1904), die sehr häufig, ab 1906 auch in Barcelona aufgeführt wurde. Er komponierte auch Pasodobles und symphonische Werke. 1915 kehrte er nach Barcelona zurück. Dort komponierte er weitere Bühnenwerke wie El metge improvisat („Der improvisierte Arzt“) und Els bandolers („Die Wegelagerer“) auf Texte katalanischer Autoren. 1910 kaufte er ein noch heute existierendes kleines Musikaliengeschäft auf der Barceloneser Rambla und benannte es 1915 in Casa Beethoven um.

## Tonträgereinspielungen des Quinteto Jordá-Rocabruna
- Edison-Zylinder:[3]
  - Einspielung von 1905 des Quinteto Jordá-Rocabruna mit dem Titel "El amor es la vida" von Julio Ituarte. In: redesmusica.org. Archiviert vom Original am 12. April 2016; abgerufen am 6. Oktober 2020.
  - Einspielung von 1913 des Quinteto Jordá-Rocabruna, Monte Cristo (ref. 1768)